# 徐景龙
徐景龙（1948年—），安徽蒙城人，汉族，中华人民共和国政治人物、第十一届全国人民代表大会安徽地区代表。
毕业于安徽农学院农学专业。加入九三学社。担任第一届亳州市人大常委会副主任。2008年起担任全国人大代表。